# Jerzy Komorowski (harcmistrz)
Jerzy Komorowski ps. Żubr Zwyrtała, Komar (ur. 18 marca 1935 w Łodzi, zm. 25 kwietnia 2006 we Wrocławiu) – inżynier, przewodnik turystyczny, harcmistrz, instruktor Ruchu Harcerskiego i Związku Harcerstwa Rzeczypospolitej.

## Życiorys

### Kariera zawodowa
W latach 1952–1958 studiował na Politechnice Wrocławskiej na Wydziale Mechanicznym oraz Politechnice Śląskiej w Gliwicach na Wydziale Mechaniczno-Energetycznym. Po ukończeniu studiów podjął pracę w Biurze Projektów Taboru Rzecznego we Wrocławiu, gdzie pracował jako projektant. W 1962 rozpoczął pracę w Zjednoczeniu Żeglugi Śródlądowej i Stoczni Rzecznych. Pracował tam na stanowisku starszego inżyniera do 1991, kiedy to przeszedł na rentę.

### Działalność harcerska
Wiceprzewodniczący Ruchu Harcerskiego w latach 80., przewodniczący Okręgu Zachodniego ZHP-1918. Od 27 listopada 1994 roku komendant Wrocławskiego Związku Drużyn Harcerzy „Inigo” oraz 1 WDH „Kasztanowy Bór”. W okresie 26 lutego 1995–2 marca 1997 prezes Sądu Harcerskiego ZHR. Od 28 listopada 1999 roku starszy Rady Żeglarskiej Maszoperii ZHR „Namorzyny”. W okresie od 2004 do 2006 roku przewodniczący Komisji Rewizyjnej Okręgu Dolnośląskiego ZHR, namiestnik Harcerstwa Starszego ZHR. Jeden ze współtwórców Salezjańskiego Ruchu Programowo-Metodycznego „Dęby”, wieloletni wykładowca kursów instruktorskich „Dęby” i „Pajęczarnia” oraz kursów „SAD” Dolnośląskiej i Górnośląskiej Szkoły Instruktorskiej ZHR.

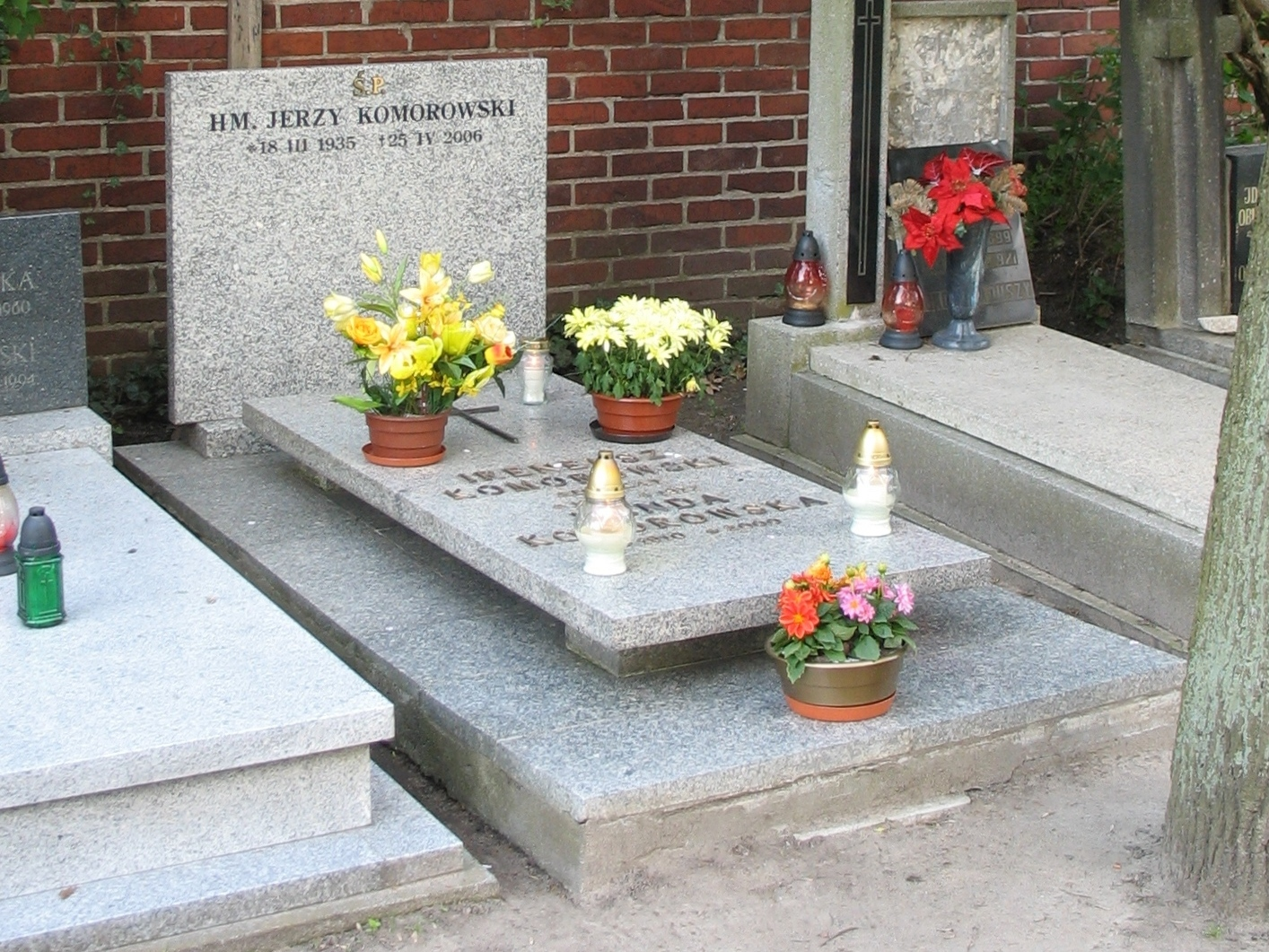
Grób Komorowskiego na cmentarzu św. Wawrzyńca.

Badacz i znawca historii harcerstwa, autor licznych artykułów na łamach prasy harcerskiej (m.in. „Drogowskazy”, „Czuwajmy”). W katolickim Radiu Rodzina prowadził swoją autorską audycję „HARERA”. W sumie w latach 1997–2001 przeprowadził ponad 160 audycji historycznych oraz krajoznawczo-harcerskich.
Po jego śmierci bogate archiwum prac i dokumentów zostało przekazane do archiwum Zespołu Historycznego Okręgu Wielkopolskiego ZHR. Wśród wielu dokumentów harcerskich znalazły się tam też opracowania o Polskim Towarzystwie Tatrzańskim i PTTK.

### Działalność krajoznawcza
W 1966 roku ukończył kurs na przewodnika terenowego dla nauczycieli, zorganizowany przez Zarząd Oddziału PTTK przy Zarządzie Okręgu Związku Nauczycielstwa Polskiego we Wrocławiu. Do 1977 roku prezes wrocławskiego Koła Przewodników Terenowych i Sudeckich „Rzepiór”. Od 1970 roku instruktor krajoznawstwa Polski. Od 1990 roku prezes Oddziału Wrocławskiego Polskiego Towarzystwa Tatrzańskiego. Od 1991 r. sekretarz Duszpasterstwa Przewodników Turystycznych Archidiecezji Wrocławskiej. W latach 2001–2005 członek Regionalnego Kolegium Instruktorów Krajoznawstwa Dolny Śląsk.
Autor wielu artykułów i publikacji o tematyce historyczno-krajoznawczej. Pisywał m.in. do „Informatora Krajoznawczego” – wydawnictwa Komisji Krajoznawczej Oddziału Wrocławskiego PTTK. W latach 1989–1992 był członkiem kolegium redakcyjnego, ukazującego się w latach 1989–1996 rocznika – „Śląskiego Labiryntu Krajoznawczego”. Przez szereg lat dokumentował dorobek zmarłych, dolnośląskich przewodników PTTK.
Historyk i żeglarz z zamiłowania, miłośnik ziemi dolnośląskiej. Wieloletni przewodnik turystyczny, górski, miejski i terenowy. Członek Polskiego Towarzystwa Nautologicznego, Związku Podhalan, Polskiego Towarzystwa Historii Techniki, Towarzystwa Miłośników Wrocławia. Odznaczony Złotą Honorową Odznaką PTTK i Medalem 50-lecia PTTK.
Komorowski zmarł w nocy 25 kwietnia 2006 roku po kilkudniowym pobycie w Dolnośląskim Szpitalu Specjalistycznym im. T. Marciniaka we Wrocławiu w wyniku wylewu krwi do mózgu. Pogrzeb odbył się 5 maja 2006 roku na Cmentarzu św. Wawrzyńca przy ul. Bujwida we Wrocławiu. Pochowany jest we wspólnym grobie z rodzicami.

## Publikacje książkowe
- Polska Naszych Dni – Człowiek Naszych Dni. Oprac. Jerzy Komorowski. PTTK Wrocław, 1979
- Niepokornych „Droga do Orłów”: siedemdziesiąt lat krakowskiej „dziewiętnastki”. Jerzy Komorowski. 2001 ISBN 83-916180-0-5